# São Pedro de Tomar
São Pedro de Tomar is een plaats (freguesia) in de Portugese gemeente Tomar en telt 3069 inwoners (2001).